# Maksîmți, Mostîska
Maksîmți (în ucraineană Максимці) este un sat în comuna Sokolea din raionul Mostîska, regiunea Liov, Ucraina.

## Demografie
Componența lingvistică a localității Maksîmți
     Ucraineană (100%)
Conform recensământului din 2001, toată populația localității Maksîmți era vorbitoare de ucraineană (100%).